# Федоровське (Дмитровський міський округ)
Федо́ровське (рос. Федоровское) — присілок у складі Дмитровського міського округу Московської області, Росія.

## Населення
Населення — 21 особа (2010; 32 у 2002).
Національний склад (станом на 2002 рік):
- росіяни — 78 %